# Droga magistralna M12 (Białoruś)
Droga magistralna M12 (biał. Магістраль М12, ros. Магистраль М12) – trasa szybkiego ruchu na terenie Białorusi. Magistrala ta zaczyna się w Kobryniu i biegnie w kierunku południowo-zachodnim aż do skrzyżowania z drogą R17, następnie zmienia swój kierunek na południowo-wschodni. Trasa kończy się przy przejściu granicznym Mokrany na granicy białorusko-ukraińskiej.
W czasach Związku Radzieckiego fragmenty dróg M12 i R17 tworzyły jeden szlak drogowy, noszący oznaczenie A241.

## Trasy europejskie
Na całej długości arteria stanowi fragment trasy europejskiej E85.